# Don Hahn
Don Hahn est un réalisateur, producteur, scénariste et acteur américain, né en 1955 et travaillant pour les studios Disney.

## Biographie
Après des études de musique à l'Université d'État de Californie à Northridge, jouant de la percussion dans ces groupes locaux, il est alors assigné au nettoyage des dessins sur Peter et Elliott le dragon (1977).
Il gravit les échelons et est nommé producteur associé sur Qui veut la peau de Roger Rabbit (1989) pour l'équipe basée à Londres.

## Filmographie
- 1981 : Rox et Rouky, Assistant réalisateur
- 1983 : Le Noël de Mickey
- 1985 : Taram et le Chaudron magique, Production manager
- 1988 : Qui veut la peau de Roger Rabbit, producteur associé
- 1989 : Bobo Bidon, producteur
- 1991 : La Belle et la Bête, producteur
- 1994 : Le Roi lion, producteur
- 1996 : Le Bossu de Notre-Dame, producteur
- 2000 : Kuzco, l'empereur mégalo, producteur exécutif
- 2000 : Fantasia 2000, réalisateur (Live-action segments)
- 2001 : Atlantide, l'empire perdu, producteur
- 2003 : Le Manoir hanté et les 999 Fantômes, producteur
- 2004 : Lorenzo, producteur exécutif
- 2004 : Un par un, producteur délégué
- 2006 : La Petite Fille aux allumettes, producteur
- 2009 : Waking Sleeping Beauty, réalisateur
- 2009 : Un jour sur Terre, producteur exécutif version US
- 2010 : Océans, producteur exécutif
- 2010 : Hand Held, producteur, réalisateur
- 2011 : Félins, producteur exécutif
- 2012 : Chimpanzés, producteur exécutif
- 2012 : Frankenweenie, producteur exécutif
- 2012 : High Ground, producteur
- 2014 : Maléfique (Maleficent) de Robert Stromberg (coproducteur)
- 2017 : La Belle et la Bête (producteur)